# Mátyás Sáfrán
Mátyás Sáfrán (Székesfehérvár, 23 de enero de 1986) es un deportista húngaro que compitió en piragüismo en la modalidad de aguas tranquilas. Ganó 2 medallas de bronce en el Campeonato Mundial de Piragüismo, en los años 2007 y 2011, y 4 medallas en el Campeonato Europeo de Piragüismo entre los años 2006 y 2011. Es hermano del también piragüista Mihály Sáfrán.

## Palmarés internacional
| Campeonato Mundial | Campeonato Mundial       | Campeonato Mundial | Campeonato Mundial |
| Año                | Lugar                    | Medalla            | Competición        |
| ------------------ | ------------------------ | ------------------ | ------------------ |
| 2007               | Duisburgo (Alemania)     | Medalla de bronce  | C4 1000 m          |
| 2011               | Szeged (Hungría)         | Medalla de bronce  | C4 1000 m          |
| Campeonato Europeo |                          |                    |                    |
| Año                | Lugar                    | Medalla            | Competición        |
| 2006               | Račice (República Checa) | Medalla de bronce  | C4 1000 m          |
| 2007               | Pontevedra (España)      | Medalla de plata   | C4 1000 m          |
| 2009               | Brandeburgo (Alemania)   | Medalla de oro     | C2 1000 m          |
| 2011               | Belgrado (Serbia)        | Medalla de oro     | C4 1000 m          |